# Języki didojskie

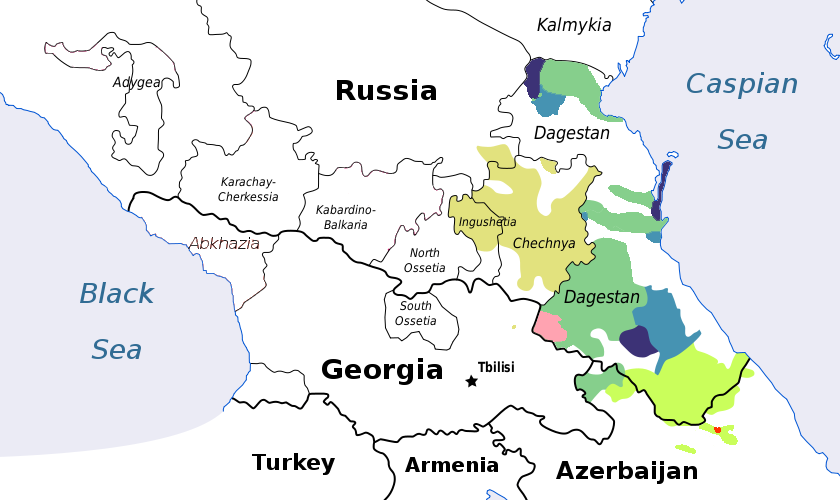
Czerwone - występowanie języków didojskich

Języki didojskie (czasem używa się też określenia języki cezyjskie; ros. дидойские языки, цезские языки) – grupa blisko spokrewnionych ze sobą niewielkich języków kaukaskich, używanych w południowej części Dagestanu, na terenie Federacji Rosyjskiej. Dane, podające liczbę użytkowników języków didojskich są przede wszystkim szacunkowe, według różnych źródeł jest to od ok. 11,5 tys. osób (1970 r.), przez ok. 13 tys. (1993 r.), aż po 23 tys. (zgodnie ze spisem powszechnym, przeprowadzonym na terenie Federacji Rosyjskiej w 2000 r.).
Języki didojskie wraz z awarskim oraz językami andyjskimi tworzą tzw. zespół awaro-didojski (zwany także awaro-andyjsko-didojskim) w ramach szerszej grupy języków dagestańskich (północno-zachodnich języków kaukaskich).
W grupie tej wyróżnia się pięć języków, dzielących się poza tym na drobniejsze dialekty, które mogą dość znacznie różnić się między sobą, utrudniając wzajemne zrozumienie między ich użytkownikami.
Podczas ostatniego spisu powszechnego, przeprowadzonego na terenie Federacji Rosyjskiej w roku 2002, po raz pierwszy od 1926 r. uwzględniono każdy z tych języków osobno. Podczas poprzednich spisów ludność tę zapisywano zwykle jako Awarów.
Do języków didojskich zaliczane są następujące języki (obok nazw języków podano liczbę użytkowników języka zgodnie z wynikiem spisu powszechnego przeprowadoznego w 2000 r., natomiast w nawiasach – dotychczasowe szacunki):
- Języki wschodniodidojskie:
  - język chunzybski zwany także chunzalskim oraz nachadzkim, 1 tys. osób (ok. 2 tys.)
  - język kapuczyński, zwany też beżtyjskim, 6184 (ok. 3–4 tys.)

- Języki zachodniodidojskie:
  - język chwarszyjski, 128 osób (500 osób)
  - język didojski, zwany także cezyjskim, 15 tys. (7 tys.)
  - język ginuchijski, zwany też hinuchskim, 500 osób (200–300 osób)

Żaden z języków didojskich nie rozwinął piśmiennictwa. Funkcję lingua franca pomiędzy użytkownikami języków didojskich, a zarazem języka literackiego pełni jeden z głównych języków literackich Dagestanu, awarski.
Dla języków didojskich charakterystyczny jest rozbudowany wokalizm (samogłoski faryngalne, nosowe, długie / krótkie) oraz skomplikowany system spółgłoskowy. Dominuje typ aglutynacyjny z bardzo rozbudowaną deklinacją (duża liczba przypadków miejscowych, odpowiadające konstrukcjom przyimkowym w językach indoeuropejskich) i względnie prostą koniugacją.